# Emphyleuscelus bivittatus
Emphyleuscelus bivittatus es una especie de coleóptero de la familia Attelabidae.

## Distribución geográfica
Habita en Costa Rica, Panamá y México.